# トーキョーゾンビ
トーキョーゾンビ（英:Tokyo Zombie）とは小田桐仁義が作曲した楽曲。kouichitvの5代目エンディングとなっている。2017年(平成29年)12月14日にYouTubeに公開された。同年12月20日に2nd Album「Maple_Fudge」によってCD収録。一時は配信停止となるも、2025年2月22日に再公開される。

## 収録

### シングル
- トーキョーゾンビ(2019Remaster) 公開:2018年12月30日
- 2nd Single「meme」 10.トーキョーゾンビ(karaoke) 公開2020年5月10日

### アルバム
- 2nd Album「Maple_Fudge」公開:2017年12月20日
- CD「Music Assort」Disc / Maple Fudge（deluxe） 公開:2022年9月20日

### ベストアルバム
- 1st Best Album「STARTER_KIT」 公開:2018年10月17日
- STARTER_KIT(2代目) 公開:2020年5月21日
- STARTER_KIT(3代目) 公開:2021年2月27日
- STARTER_KIT(4代目) 公開:2022年12月21日
- ベストオブコウイチTV 公開:(CD2024年3月1日/Streaming＆Download2025年2月15日)

### EP
- Live At Garlic House 1.トーキョーゾンビ (Live at Garlic House, Aomori, 2021) 公開:2021年7月17日

### その他のアルバム
- 裏STARTER_KIT 7.トーキョーゾンビ (カラオケ) 公開:2018年11月24日
- KARAOKE_KIT 5.トーキョーゾンビ (karaoke) 公開:2020年7月28日
- KARAOKE_KIT+ 5.トーキョーゾンビ (karaoke) 公開:2025年2月9日
- Live_at_おだじんワンマンショー2025 9.トーキョーゾンビ 公開:2025年5月30日